# Stojdraga
 Stojdraga  falu Horvátországban Zágráb megyében. Közigazgatásilag Szamoborhoz tartozik.

## Fekvése
Zágrábtól 32 km-re, községközpontjától 12 km-re nyugatra a Zsumberk-Szamobori-hegység déli lejtőin, a szlovén határ mellett fekszik. Településrészei Gojki, Gabrovica és Osredek Stojdraški.

## Története
Stojdragát 1531-ben a török elől ide települő uszkókok alapították, kezdetben neve Mali Kravljak volt. 1580-ban írásos dokumentum említi  Tomaš Siverovićot az uszkókok vezetőjét, aki azt kéri Ferdinánd királytól, hogy népének itt Mali Kravljakon földet adományozzon. 
1830-ban 11 házában 110 görögkatolikus lakos élt. Görögkatolikus plébániáját 1776-ban alapították, Szent György tiszteletére szentelt plébániatemploma 1847-ben épült. A plébánia történetéről 1910-ben Petar Stanić mrzlopoljei plébános kérésére Juraj Badinovac azt írja, hogy az első plébániatemplomot Mária Terézia császárnő rendeletére a későbbi püspök Konstantin Stanić építtette fel. Ez a legelső templom még fából épült és nem a mai helyén, hanem Drmićnél a Grandovići erdőben állt. A maihoz hasonlóan Szent György tiszteletére volt szentelve és az erdőt ahol állt a nép ma is Sveti Jurajnak nevezi. Ebben az időben a templomnak még nem volt állandó papja, szolgálatát Briježacból érkezett ferences szerzetesek látták el akiknek a nép azért vajat adott. Ezért a lakosság csak vajasoknak ("maslari") nevezte őket. A kereszteléseket, az esküvőket és a temetéseket a szomszédos plébániák plébánosai végezték. A történet szerint a templomot gyakran látogatta Tušćak gróf és családja, akik gazdag adományokkal látták el. A templomtól nem messze építették fel 1925-ben a Horvát Királyság fennállásának ezredévi emlékművét, mely egy nagy keresztet formáz.
A falunak 1857-ben 113, 1910-ben 210 lakosa volt. Trianon előtt Zágráb vármegye Szamobori járásához tartozott. A falunak  2011-ben 51 lakosa volt. Lakói mezőgazdasággal, állattartással, szőlőtermesztéssel foglalkoznak.

## Lakosság
| Lakosság változása | Lakosság változása | Lakosság változása | Lakosság változása | Lakosság változása | Lakosság változása | Lakosság változása | Lakosság változása | Lakosság változása | Lakosság változása | Lakosság változása | Lakosság változása | Lakosság változása | Lakosság változása | Lakosság változása | Lakosság változása |
| ------------------ | ------------------ | ------------------ | ------------------ | ------------------ | ------------------ | ------------------ | ------------------ | ------------------ | ------------------ | ------------------ | ------------------ | ------------------ | ------------------ | ------------------ | ------------------ |
| 1857               | 1869               | 1880               | 1890               | 1900               | 1910               | 1921               | 1931               | 1948               | 1953               | 1961               | 1971               | 1981               | 1991               | 2001               | 2011               |
| 113                | 137                | 168                | 184                | 186                | 210                | 202                | 204                | 192                | 193                | 161                | 162                | 128                | 109                | 91                 | 51                 |

## Nevezetességei
- Szent György tiszteletére szentelt plébániatemploma 1847-ben épült. 1952-ben megújították. A plébánia épülete 1850-ben épült.
- Stojdragán meteorológiai mérőállomás működik, ahol rendszeresen mérik a szél sebességét, a levegő hőmérsékletét és a csapadék mennyiségét. Ez az SPRU-rendszer első olyan állomása, ahol együtt mérik a radiológiai és meteorológiai paramétereket. A rendszert két korszerű szoftvercsomag segíti, a radiológiia paraméterek vonatkozásában a DORAP,  a meteorológiai pereéterek tekintetében pedig a DOMET.

## Külső hivatkozások
- Szamobor hivatalos oldala
- A zsumberki közösség honlapja
- Szamobor város turisztikai egyesületének honlapja
- A természetvédelmi park honlapja